# Comentario de textos

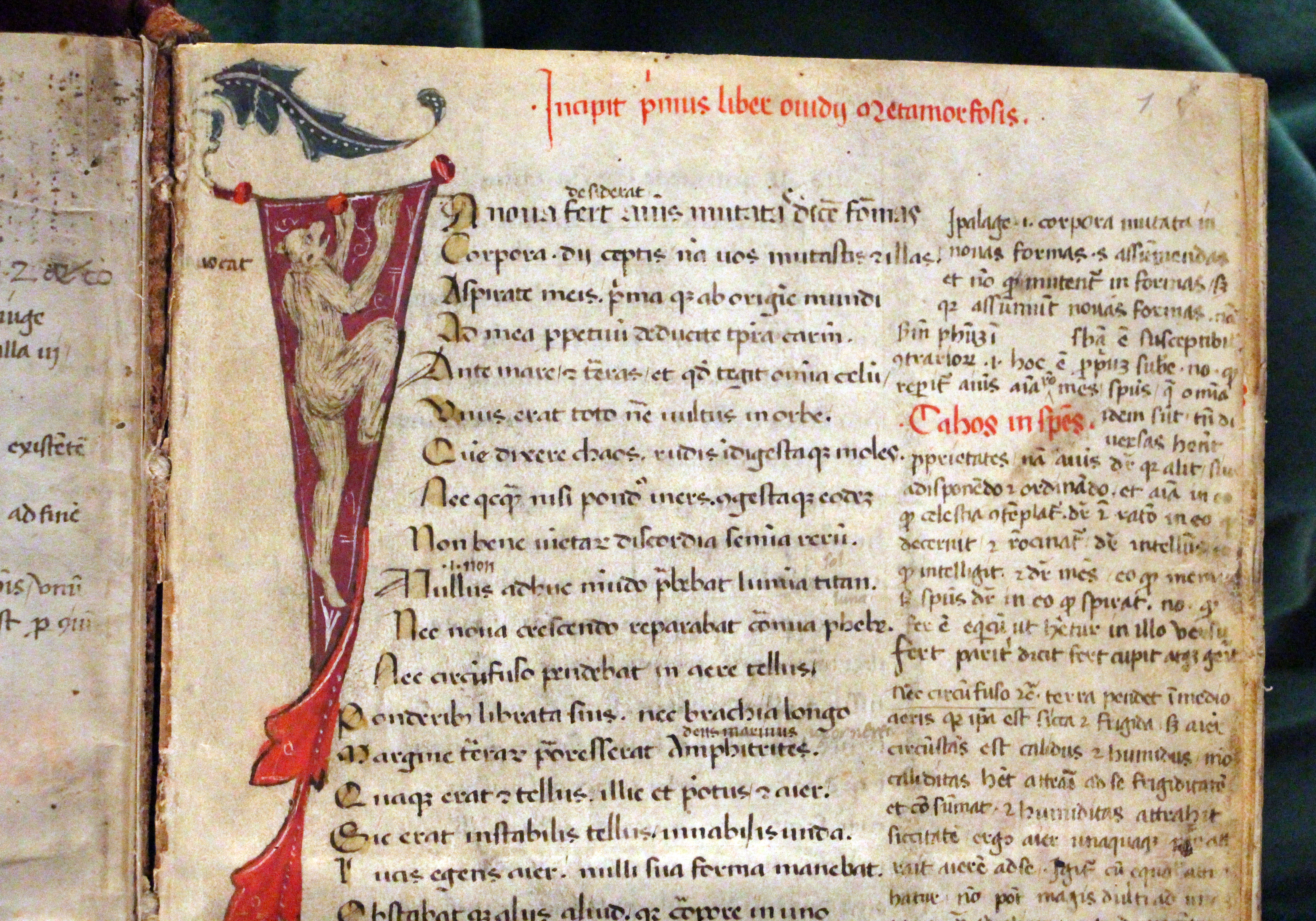
Manuscrito latino de la Metamorfosis de Ovidio con comentario en margen (1390-1400 d. C.)

Comentario de textos es una actividad intelectual en la educación en las disciplinas denominadas ciencias sociales o humanidades. Tras la lectura de un texto (actividad interpretativa en sí misma), viene su comentario, que es muy diferente según la metodología de la ciencia de que se trate.
Los comentarios de textos literarios reflejan necesariamente el punto de vista del comentarista: su adscripción a una determinada escuela de pensamiento, su ideología, incluso sus prejuicios y cualquier clase de condición personal que suponga algún tipo de identificación (nacionalidad, clase social, lengua, religión, raza, sexo, etc.) o le condicione su proximidad o lejanía al texto que está comentando. 
quien debe seguir unos pasos específicos para redactar su comentario:
- Hacer una lectura atenta de la obra literaria que desea comentar.
- Reconocer la estructura de la obra, su tema y el estilo del autor.
- Documentarse acerca de la vida del autor de la obra y del contexto histórico en que la produjo.
- Formarse una opinión fundamentada con respecto a la obra cuyo comentario va a emprender.
- Escribir un texto que conste de una introducción, una síntesis de la obra y una conclusión.

Los comentarios pueden abordar obras literarias completas, fragmentos de obras o antologías, y cuentan con una descripción del texto, una contextualización de la obra y una valoración final. La importancia del comentario de texto radica en que contribuye a que los lectores pongan a prueba su sentido crítico cuando abordan una obra literaria. Por ello, pueden dar lugar a nuevos comentarios o a hipótesis de investigación para estudiar desde ópticas diferentes las obras comentadas.